# Жариков, Сергей Алексеевич
Серге́й Алексе́евич Жа́риков (настоящая фамилия — Жа́ринов; 11 июня 1956, Москва) — советский и российский математик-аналитик, писатель, поэт, композитор, продюсер, музыкальный критик, публицист, политтехнолог, идеолог контркультуры. Основатель группы «ДК». Некоторые критики считают его автором термина «Русский рок»

## Биография
Родился 11 июня 1956 года в Москве. Дед по материнской линии немецких корней, строил московское метро. Бабушка по отцовской — мишарка, прадед — член Земского собрания села Новый Киструс (центр Киструсской волости Спасского уезда Рязанской губернии). В 1979 окончил факультет прикладной математики МИЭМ по специальности инженер-математик. Во время учёбы активно занимался рок-музыкой. В 1970—1979 участник групп «Второе Пришествие», «5001», «Млечный Путь», «Лимонад». В 1980 создает группу «ДК». В 1984 году на него заводят дело по статье 190 п.1 УК РСФСР (клеветнические измышления на советский строй), и его музыкальная карьера заканчивается попаданием под так называемый «прокурорский надзор».
Тем не менее с 1980 по 1990 годы по сути на досуге, в свободное от основной работы время им было записано и спродюсировано 33 музыкальных магнитоальбома, позже переизданных в 1997—2010 на компакт-дисках в России, США и Франции (1988 — винил). Автор музыки, текстов и аранжировщик за редкими исключениями практически всех композиций группы, а затем и коллажей в жанре spoken word на сольных альбомах, выходивших под тем же брендом "ДК" Был одним из создателей журнала «УрЛайт» (январь 1985 — совместно с И. Смирновым, О. Осетровым и др.). В 1985—1988 издаёт журнал «Сморчок» — культурологический самиздат. Вместе с А. Литягиным и И. Васильевым — проект «Мираж» (музыкальная поп-группа, 1986), но вскоре уходит в политику.
Сотрудничал с 13-м Отделом Пятого Управления КГБ СССР (с его слов).

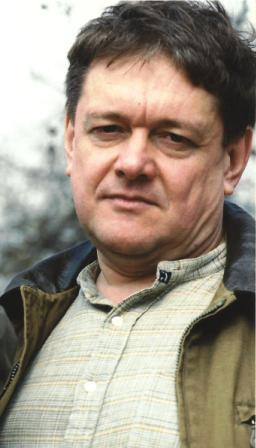
Сергей Жариков

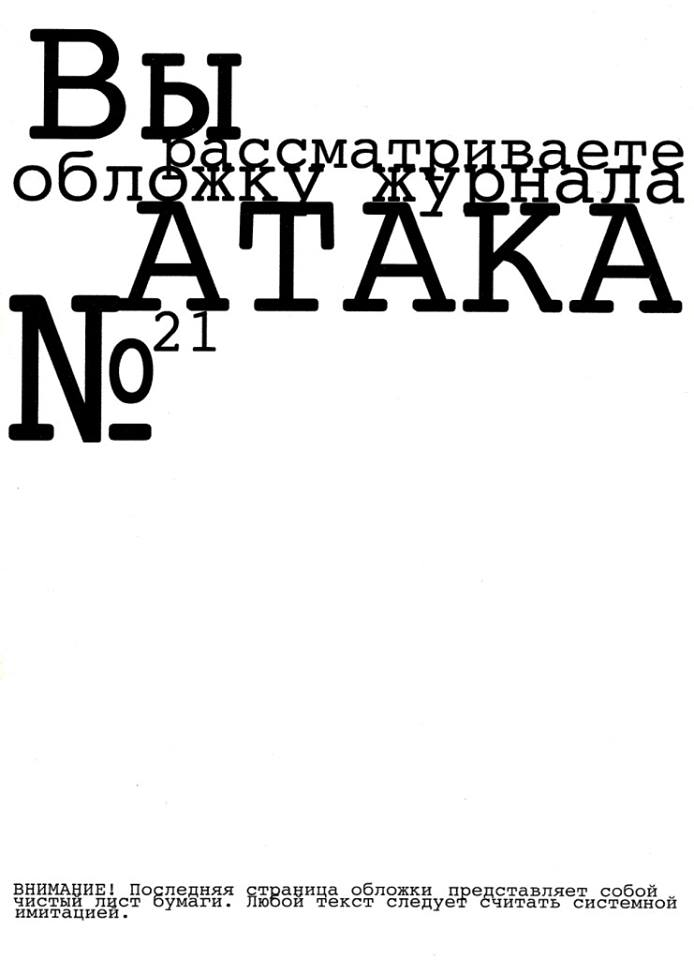
Обложка журнала АТАКА № 21

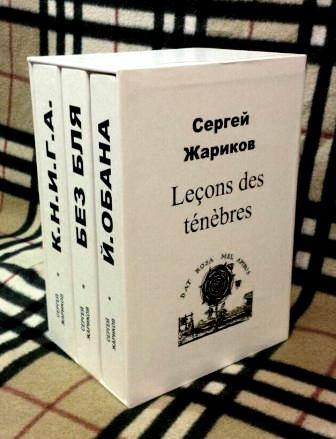
Трилогия Сергея Жарикова «Уроки тьмы»

В 1988 году становится доверенным лицом, архивариусом и первым издателем книг («Протоколы Советских Мудрецов»: изд-во «ШаКур» — 1989 г.; «Князь Мира Сего»: изд-во «Молодая Гвардия», «ШаКур-2» — 1992 г.; «Красная Каббала» в 3-х выпусках: изд-во «Русское Слово» — 1993 г.) Григория Климова (Игоря Калмыкова). В рамках издательства «Русское слово» (совместно с И. Дьяковым — 1993-95 гг.), впервые на постсоветском пространстве выходят произведения И. Солоневича, Ж. Дуйе, М. Серрано, Б. Муссолини, Т. Герцля, Ю. Эволы и др. (редактор издательства). Лауреат премии журнала «Молодая Гвардия» за 1990 г.
В 1991—1993 годах — не будучи партийным, член избирательного штаба, советник и пиарщик В. В. Жириновского. Считается первым его имиджмейкером. Колумнист еженедельника «Хозяин» (приложение к газете «Труд»), где был запущен известный мем про «папу-юриста» (июль 1991). Также запустил мем про то, что Гленн Миллер и Юрий Андропов - одно и то же лицо.
В 1992 году — главный редактор газеты «Сокол Жириновского», министр культуры «теневого кабинета» ЛДПР; в 1993 редактор журнала «К Топору» (запрещён специальным распоряжением министерства печати и информации России, в частности, вместе с газетой "День" и программой А. Невзорова "600 секунд") Именно там, впервые, в тезисах Национал-Радикальной партии (предтеча НБП) появилось словосочетание «новые русские», что позволило авторам весьма популярной книги «Lords of Chaos: The Bloody Rise of the Satanic Metal Underground» (1998) назвать Жарикова молодёжным гуру российской «антисистемной» музыкальной сцены.
В 1994—2001 — издатель и главный редактор журнала «Атака» (с 1996 входит в обойму изданий Хартии «Европейские Синергии» — Париж-Брюссель, в числе подписчиков штаб-квартира), организатор Московского отделения Хартии (1997). С 1996 по 1999 организатор и ведущий еженедельного семинара «Нация и Государство» (работал помощником депутата от ЛДПР А. Филатова на общественных началах) при Комитете по вопросам геополитики ГД РФ (вместе с А. Архиповым). Постоянный автор журналов «Ухо» (запрещён в 1984), «УрЛайт», «Русский Рок», «КонтрКультУра» и др. Публиковался в изданиях самой разной направленности: от «Независимой газеты», «Давай! Давай!», «Загубленного детства» и «Нового Взгляда» до таких, как «Советский патриот», «День», «Газета духовной оппозиции», «Завтра», «Национальная республика», «Начало», «Русский вестник» или журнал «Кубань».
Продюсер 20-томной «Антологии Нового Русского Рока» — Recommended Records SpecialRadio Media Project (2003—2006), редактор и составитель энциклопедии-хрестоматии, посвящённой истории советской неакадемической музыки второй половины XX века — «Музыкальная Анатомия Поколения Независимых» (Специальное Радио, М.: 2006). Продюсировал сольные альбомы Алексея Дидурова, групп «ДДТ» («Время», 1985), «Югра» («Зори и Зарницы», 2003), «Дай дарогу!» («Supersession», 2006), «Мимо Проходили» («Утро на Тральфмадоре», 2006). Его песня «Идёт хороший человек» (римейк) была использована Романом Качановым в фильме «ДМБ», песня «В детстве все меня считали тихим» Максимом Пежемским в фильме «Как бы не так» (2003), а «Новый Поворот» вошла в саундтрек фильма Алексея Балабанова «Груз-200» (2007). Лауреат премии «Нонконформизм — 2017» (за последовательное служение идеалам андеграунда). Хобби: классическая музыка аутентичной школы.
В 2016-17-годах опубликовал массивный трёхтомник под общим названием Leçons des ténèbres. Первый том «К.Н.И.Г.А.» представляет собой сборник программных текстов и манифестов. Второй — «Без БЛЯ» — автор дал подзаголовок «персональный вербальный интерфейс к реальности», а «Й.ОБАНА» — третья часть триптиха — как бы завершает «постмодернистское „потоковое“ высказывание, где способом производства мысли является авторское письмо, демонстрирующее само становление смыслов и продолжает процесс разрыва становления в ткани расчисленного механического времени и пространства, совершая то самое действие „временения современности“, которое маркирует время ощущением первостатейной новизны и превращает его в самостоятельный художественный артефакт» и, во многом, служит комментарием к первым двум томам.
А в 2020 году вышла четвёртая книга Сергея Жарикова с названием «Правотроцкистская банда Диверсантов, Шпионов и Убийц перед Судом Народа», презентация которой прошла в магазине «Доме Культуры».. С мая 2020 года ведёт свой собственный канал на YouTube "Дизайн актуальных мета событий" с еженедельными трансляциями по понедельникам.

## Влияние
О «ДК», как о группе, в наибольшей степени повлиявшей на их творчество, говорили лидеры групп «Гражданская Оборона», «Зазеркалье», «Ноль», «Сионизм», «Сектор Газа», «DNAError», «Монгол Шуудан», «Николай Коперник», «Чистая Любовь», «Ленина Пакет», «Хлам», «Distemper», «Black Balalaikas» и др. Жариков в своих публикациях выступил автором целого ряда дискурсов в русской контркультуре и радикальной публицистике.

## Цитаты
- Пермский Центр городской культуры:

«Творчество Сергея Жарикова представляет собой редкий в современной русской культуре пример не подлежащего внутренней и внешней цензуре способа производства мысли, подлинной самобытности, подпольного, если угодно, но, тем не менее, чрезвычайно острого и оригинального философствования».

## Публикации
- Дискография «ДК» — (1994—2010).
- «Антология Нового Русского Рока» — Recommended Records SpecialRadio Media Project (2003—2006) Архивная копия от 22 сентября 2016 на Wayback Machine
- Книга «Музыкальная Анатомия Поколения Независимых» Архивная копия от 26 сентября 2016 на Wayback Machine — ISBN 5-9900840-1-3 — 2006.